# Torbjörn Klockares gata

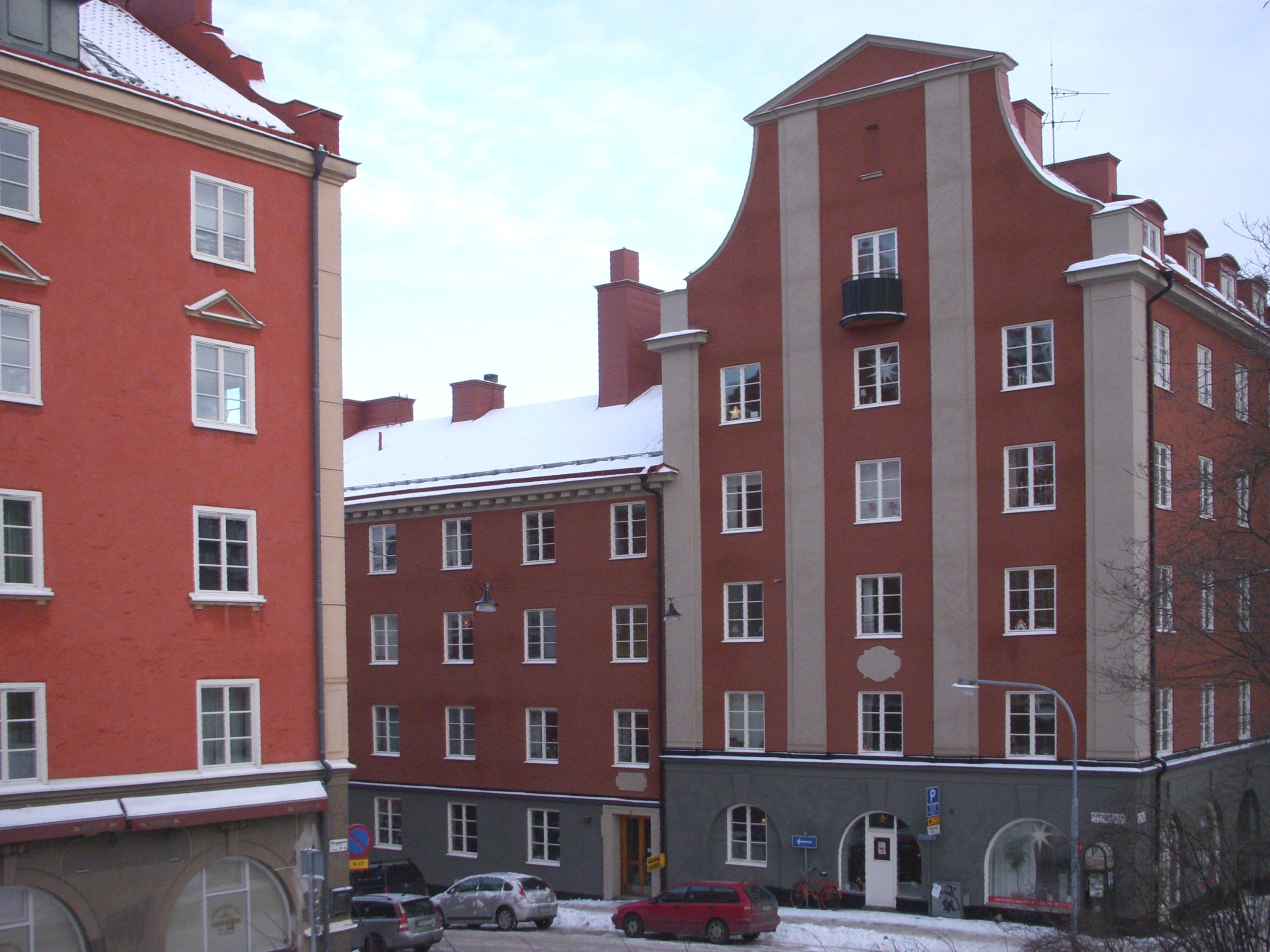
Torbjörn Klockares gata

Torbjörn Klockares gata är en gata i Rödabergsområdet i Vasastan i Stockholm, uppkallad efter Torbjörn Klockare som förlänades mark i detta område under 1560-talet. Området tillhörde tidigare Klara kloster men reformationsriksdagen i Västerås år 1527 beslöt att låta riva klostret och konfiskera dess egendomar. 
Nuvarande bebyggelse ritades av arkitekten Sven Wallander och uppfördes 1924-1925.  